# クリーム・スキミング
クリーム・スキミング（英語: Cream skimming）とは、企業にとって収益性の高い顧客のみに製品またはサービスを提供し、収益性の低い顧客を無視するというビジネス戦略をいう。

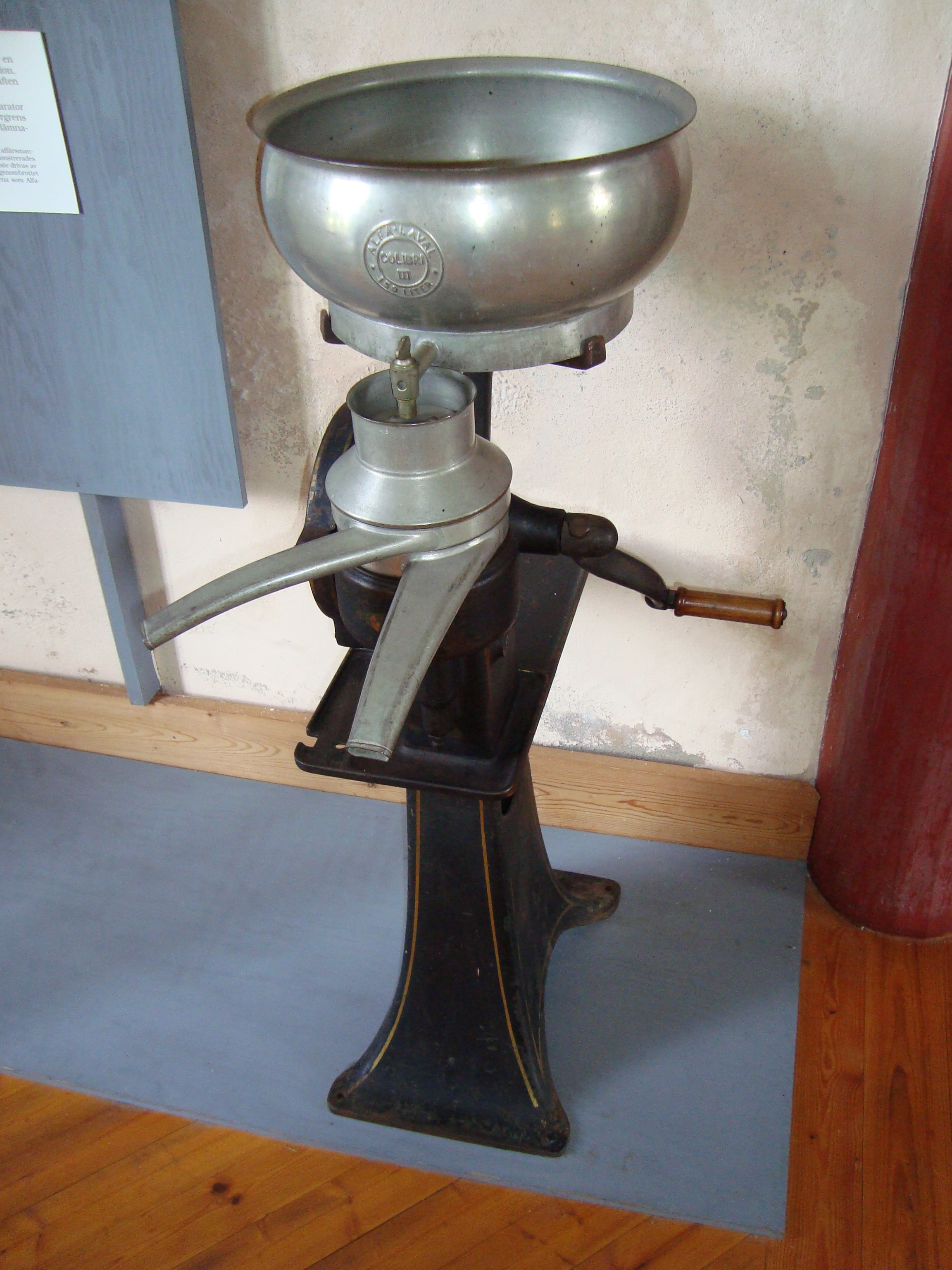
手動の遠心力を利用してクリームをミルクから分離するクリームセパレーター

この用語は、分離機を用いて生乳から比重が軽い成分を抽出するクリームの製法に由来している。すなわち、クリームは生乳の上澄みをすくい取って（スキム）作られるのである。
ビジネスにおけるクリーム・スキミングの意味するところは、一部のサプライヤーが、収益性が低い顧客を捨て置くか他業者に押し付けて、（購入額が多い、あるいは低コストでサービスを提供できる）収益性の高い顧客、すなわち「クリーム」を囲い込むことである（通常、従前の価格よりも安く請求するものの、依然利益を上げている）。収益性が低い顧客に供給を行う業者は、逸失利益を補うために価格を引き上げざるを得ず、ますます水をあけられることとなる。
特に、公共交通機関やインフラストラクチャーなどの公共性の高い分野で、事業者が収益性の低い領域を切り捨ててしまう行為が問題視される。

## 例
この用語は、教育バウチャーの概念に関連して使用されてきた。教育バウチャーは「より良い」生徒（たとえば、成績が平均以上で懲戒処分のリスクがない生徒）を、成績の低いあるいは標準以下の州立学校から空いているインデペンデント・スクールに親が転校させることができるもので、逆に「より悪い」生徒（例えば、学習障害のある生徒やトラブルメーカーである生徒）ばかりが州立学校に留まり、状況をさらに悪化させることとなる。
たとえば、MCIとスプリントの長距離参入は、 AT＆Tから非常に価値の高いビジネス顧客や一部の住宅顧客を奪うことになり、AT&Tは主にサービスコストの高い顧客や収益性の低い顧客（人口密度の低い地域や農村部の顧客など）を抱えることになり、AT&Tのすべての顧客がより多くの料金を支払うことになると考えられていた。これでは、高価格帯の通信事業者から低価格帯の通信事業者に移る顧客が増え、縮小する収益基盤で上昇するサービスを提供コストを補うために、さらに値上げを余儀なくされるという悪循環に陥ることも考えられる。結局、さまざまな技術的変化（一部で競争に拍車がかかった）により最終的にほとんどの長距離電話の純コストが下がったため、懸念された事態は実際には発生しなかった。
米国郵政公社は、「緊急ではない」第一種郵便物の配達を独占しており、配達は時間に敏感ではない。また、顧客が所有する郵便受けを使用して、顧客の郵便を配信する独占的な権利も有する。つまり、家のドアや縁石、顧客の建物のフロントロビーにあるような郵便受けは、顧客が所有しているものであり、郵政公社が所有しているものではないにもかかわらず、法律上郵政公社のみが郵便物の配達に使用することができるということである。この法律が施行されているのは、郵政公社がこの独占権を持たない場合、他の競合する郵便配達業者が事業の最も儲かる部分（たとえば、密集した都市部での請求書の地域配送など）を押さえてしまい、郵政公社のサービスをより高額にしてしまうと考えられているからである。